# انغلاق فكري
الانغلاق الفكري أو الانحصار العقلي (بالإنجليزية : Mental block) هو قمع لا يمكن السيطرة عليه، أو قمع الأفكار/الذكريات المؤلمة وغير المرغوب فيها، ويكون الفرد في تلك الحالة غير قادر على المتابعة أو إكمال قطار الأفكار، كما في حالة الكُتّاب تُسمّى (Writer block)، وعندما يُصاب الكُتّاب بتلك الحالة، العديد منهم يجدّون أنه من المفيد أخذ قسط من الراحة وإعادة النظر في مواضيعهم. تكتيك آخر يستخدم مع الأشخاص ذوي الإنحصار الفكري عند تعلم المعلومات الجديدة هو التكرار. تحدث ظاهرة مماثلة عند شخص لا يمكن أن يحل مشكلة في الرياضيات وآخر يجيد حلّها بسهولة. ويمكن أن يكون سبب الانحصار الفكري إعاقات جسدية أو فترة عدم التركيز. يتم استخدام الإنحصار الفكري أيضا في كثير من الأحيان لوصف عجز مؤقت لتذكر اسم أو معلومات أخرى، ويعتبر وقف مفاجئ للكلام أو عملية التفكير دون سابق إنذار، ويأتي أحياناً إلى الأشخاص نتيجةً لقمع الصدمات. الانحصار الفكري يمكن أن يرافقه مرض نفسي مثل الهستيريا والعصاب أو قد يحدث دون وجود أمراض من الأساس.

## نسيان عارضي
النسيان يمكن أن يترافق مع الانغلاق العقلي، وصف Ebbinghaus منحنى النسيان كفقد طبيعي للاحتفاظ بالذاكرة على مر الزمن، يمكن أيضا ببساطة أن تختفي الذكريات على مر الزمن بشكل متلاشي الذي هو إضعاف الذكريات على مر الزمن، هذا النوع من الإضمحلال ينبع من الذاكرة العاملة البصرية واللفظية، على الرغم من أن المحفزات تضعف ما تبقى من مجموع المعلومات المخزنة. التدخل هي الظاهرة التي يمكن أن تكون مشوهة لوجود ذكريات ذات صلة عندما يتعلق الأمر باسترجاع المعلومات.

## الانغلاق الترابطي
يفسر كتأثير التدخل أثناء عملية استرجاع المعلومات، كما يمكن أن تكون بسبب فشل الإشارات لهدف معين، هذا يكون بسبب إشارة تستبدل بواسطة إشارة أخرى والتي تنمو بشكل أقوى، وهذا يسبب إشارة مبدئية للتدهور لأن كل ذاكرة منفصلة تتنافس للوصول أولا إلى إدراكها عندما يتم عرض الرمز المشترك.

## عدم التعلم
عدم التعلم يكون مرتبط مع اثنين من المحفزات المنفصلة مرفقة بتتبع الذاكرة، ثم يضعف التتبع لأنه لا يتم الوصول إليها بما فيه الكفاية في كثير من الأحيان. عندما يحاول الشخص استرداد الذاكرة يقال إن هناك خطأ يحدث عندما يقدم أحد الرموز المختلفة.

## النسيان المحّفَز
النسيان المباشر هو اسم آخر للنسيان المحفز، بمعنى أن الشخص ينسى بإرادته أي تجربة حديثة غير مرغوب فيها.
التحكم المعرفي المعروف بالقدرة على الوصول إلى الأفكار والذكريات، بل كذلك كالقدرة على التحكم في الأفكار غير المرغوب فيها من أن تطفو على سطح الوعي، وهذا النوع من القمع يمكن أن يرتبط بنموذج هو يفكر/لا يفكر (تي أن تي)، وهي الممارسة التي تم تصميمها لتذكرنا بتجارب الحياة غير المرغوب فيها الذي يؤدي إلى مشاعر غير مرغوب فيها مثل انفطار الفؤاد، أننا عادة نحاول تجنب التفكير فيها، أيضا القمع وهي نظرية فرويد وهي آلية دفاعية تدمر المشاعر والأفكار والذكريات غير مرغوب فيها في اللاوعي، هذه الآلية الدفاعية تحدث لحل وإزالةالجرح النفسي.